# 야와타촌 (오카야마현)
야와타촌(八幡村)은 오카야마현 마니와군에 있던 촌이다. 현재의 마니와시에 해당한다.

## 역사
- 1889년 6월 1일 - 정촌제 시행에 수반해 이나쓰촌, 도요사카촌, 나카마촌, 한조촌, 미아케도촌이 합병해 마시마군 야와타촌이 성립하였다.
- 1900년 4월 1일 - 오바군과 합병해 마니와군이 성립하여 야와타촌은 마니와군에 소속되었다.
- 1904년 6월 1일 - 간토촌과 합병해 유바라촌이 성립하여, 동일 야와타촌은 폐지되었다.

## 오아자
현재는 마니와시의 오아자로 계승되어 있다.
- 이나쓰 禾津（いなつ） 〒717-0413
- 도요사카 豊栄（とよさか） 〒717-0406
- 나카마 仲間（なかま） 〒717-0416
- 한조 本庄（ほんじょう） 〒717-0412
- 미아케도 見明戸（みあけど） 〒717-0411

## 참고문헌
- 和泉橋警察署 『新旧対照市町村一覧』第2冊（東京：加藤孫次郎、1889（明22））
- 地名編纂委員会 『角川日本地名大辞典33 岡山』（角川学芸出版、1989、ISBN 4040013301）